# Kotki (Karkonosze)
Kotki (niem. Katzenschloss) – grupa skałek w Sudetach Zachodnich, w paśmie Karkonoszy.
Administracyjnie leżą na terenie gminy Podgórzyn, na granicy Karkonoskiego Parku Narodowego.
Kotki znajdują się w południowo-zachodniej Polsce, w Sudetach Zachodnich, w środkowej części Karkonoszy, na północno-wschodnim krańcu Śląskiego Grzbietu, w bocznym ramieniu odchodzącym ku północy i północnemu wschodowi od Smogorni, na południowy zachód od Suszycy, na zachodnim skraju Polany. Skałki leżą na wysokości ok. 1090 m n.p.m.
Jest to forma skalna, składająca się z kilku silnie spękanych granitowych ostańców, o wysokości dochodzącej do 10 m. Tworzy ją granit karkonoski w odmianie sporadycznie porfirowatej. Wyraźnie widoczny jest cios biegnący w trzech kierunkach, wietrzenie typu "materacowego", fragment żyły aplitowej oraz kociołki wietrzeniowe.

## Turystyka
Niedaleko skałek przechodzą szlaki turystyczne:
- żółty - prowadzący z Jeleniej Góry przez Przesiekę, Borowice, Polanę do Słonecznika,
- zielony - prowadzący z Karpacza na Przełęcz Karkonoską.